# Wichita (rzeka)
Wichita – rzeka będąca dopływem Red River w środkowym i północnym Teksasie.  Jej bieg rozpoczyna się w hrabstwie Knox, gdzie łączą się dopływy Wichita Północna i Wichita Południowa (każdy z nich długości około 160 km). Od tego miejsca rzeka pokonuje 140 km w ogólnym kierunku północno-wschodnim i przepływając hrabstwa Baylor, Archer, Wichita i Clay, uchodzi do Red River na zachód od miejscowości Byers Bend.  W roku 1841 teksańska ekspedycja badająca przebieg Santa Fe Trail przekroczyła rzekę na wysokości dzisiejszego Wichita Falls i odkryła w tym miejscu dużą wioskę Wichitów; obecna nazwa rzeki pochodzi od tego właśnie plemienia Indian.  W czasach dzisiejszym największym ośrodkiem miejskim nad rzeką jest Wichita Falls, które nazwę swą wzięło od niewielkiego wodospadu, który się kiedyś w tym miejscu znajdował. Na rzece znajdują się dwie zapory: w hrabstwie Archer, tworząc jezioro o nazwie Diversion i w hrabstwie Baylor, gdzie tworzy jezioro Kemp; w dolnym biegu rzeki, w hrabstwie Wichita, znajdują się jeszcze dwa mniejsze zbiorniki, jeden zaopatruje w wodę miasteczko Iowa Park, a drugi służy nawadnianiu pól.